# The Forward Pass
The Forward Pass é um filme norte-americano de 1929, do gênero comédia dramático-musical, dirigido por Edward F. Cline e estrelado por Douglas Fairbanks Jr. e Loretta Young.

## A produção
É uma das primeiras comédias colegiais, dirigida por um especialista do gênero.
Na trilha sonora estão as canções One Minute of Heaven, I Gotta' Gave You, Huddlin e H'lo, Baby, todas compostas por Michael Cleary, Herb Magidson e Ned Washington.

## Sinopse
Para evitar que o quarterback Marty Reid cumpra suas ameaças de abandonar o campeonato, o treinador Wilson incumbe a garota mais bela do colégio de seduzi-lo. Quando descobre a trama, Marty começa a cometer erros nos jogos.

## Elenco
| Ator/Atriz            | Personagem           |
| --------------------- | -------------------- |
| Douglas Fairbanks Jr. | Marty Reid           |
| Loretta Young         | Patricia Carlyle     |
| Guinn Williams        | Honey Smith          |
| Marion Byron          | Mazie                |
| Phyllis Crane         | Dot                  |
| Bert Rome             | Wilson               |
| Lane Chandler         | Treinador assistente |
| Allan Lane            | Ed Kirby             |